# Rutenio
El rutenio es un elemento químico de número atómico 44 situado en el grupo 8 de la tabla periódica de los elementos. Su símbolo es Ru. Es un metal de transición, poco abundante, del grupo del platino. Se encuentra normalmente en minas de platino y se emplea como catalizador en algunas aleaciones de platino.
Es un metal de transición raro que pertenece al grupo del platino de la tabla periódica de los elementos. Al igual que los otros metales del grupo del platino, el rutenio es inerte a la mayoría de los demás productos químicos. El científico nacido en Rusia de ascendencia báltico-alemana Karl Ernst Claus descubrió el elemento en 1844 en la Universidad Estatal de Kazan y lo nombró rutenio en honor a Rusia. El rutenio generalmente se encuentra como un componente menor de los minerales de platino; la producción anual ha aumentado de alrededor de 19 toneladas en 2009 a unas 35,5 toneladas en 2017. La mayor parte del rutenio producido se utiliza en contactos eléctricos resistentes al desgaste y resistencias de película gruesa. Una aplicación menor del rutenio es en aleaciones de platino y como catalizador químico. Una nueva aplicación del rutenio es como capa protectora para fotomáscaras ultravioletas extremas. El rutenio se encuentra generalmente en minerales con los otros metales del grupo del platino en los Montes Urales y en América del Norte y del Sur . También se encuentran cantidades pequeñas pero comercialmente importantes en pentlandita extraída de Sudbury, Ontario y en depósitos de piroxenita en Sudáfrica.

## Características principales

### Propiedades físícas

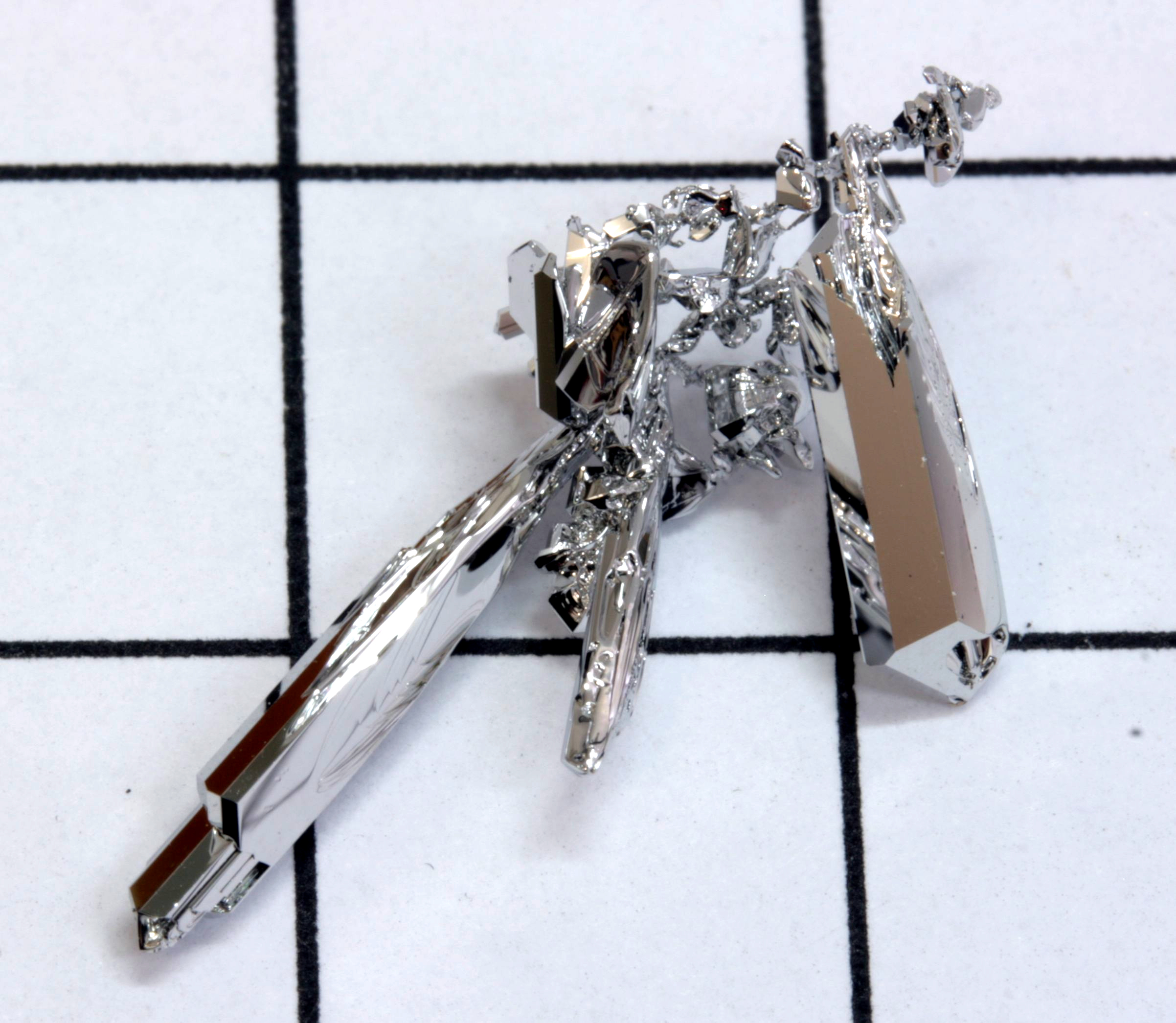
Cristales cultivados en fase gaseosa de rutenio metálico.

Es un metal blanco duro y frágil; presenta cuatro formas cristalinas diferentes. Se disuelve en bases fundidas, y no es atacado por ácidos a temperatura ambiente. A altas temperaturas reacciona con halógenos y con hidróxidos. Se puede aumentar la dureza del paladio y el platino con pequeñas cantidades de rutenio. Igualmente, la adición de pequeñas cantidades aumenta la resistencia a la corrosión del titanio de forma importante. Se ha encontrado una aleación de rutenio y molibdeno superconductora a 10,6 K.
Los estados de oxidación más comunes son +2, +3 y +4. Existen compuestos en los que presenta un estado de oxidación desde 0 a +8, y también -2. El tetróxido de rutenio, RuO4 (estado de oxidación +8), es muy oxidante, más que el análogo de osmio, y se descompone violentamente a altas temperaturas.

### Propiedades químicas
El rutenio tiene cuatro modificaciones de cristal y no se empaña en condiciones ambientales; se oxida al calentarse a 800 °C (1070 K). El rutenio se disuelve en álcalis fusionados para dar rutenatos (RuO2−
4), no es atacado por ácidos (incluso agua regia ) pero es atacado por halógenos a altas temperaturas. De hecho, el rutenio es atacado más fácilmente por agentes oxidantes. Pequeñas cantidades de rutenio pueden aumentar la dureza del platino y el paladio. La resistencia a la corrosión del titanio aumenta notablemente con la adición de una pequeña cantidad de rutenio. El metal se puede enchapar por galvanoplastia y por descomposición térmica. Se sabe que una aleación de rutenio y molibdeno es superconductora a temperaturas inferiores a 10,6 K. El rutenio es el único metal de transición 4d que puede asumir el estado de oxidación del grupo +8, e incluso entonces es menos estable que el osmio, un congénere más pesado: este es el primer grupo de la izquierda de la tabla donde el segundo y el tercero Los metales de transición de filas muestran diferencias notables en el comportamiento químico. Como el hierro pero a diferencia del osmio, el rutenio puede formar cationes acuosos en sus estados de oxidación más bajos de +2 y +3.
El rutenio es el primero en una tendencia a la baja en los puntos de fusión y ebullición y la entalpía de atomización en los metales de transición 4d después del máximo observado en el molibdeno, porque la subcapa 4d está llena a más de la mitad y los electrones contribuyen menos al enlace metálico. El tecnecio, el elemento anterior, tiene un valor excepcionalmente bajo que está fuera de la tendencia debido a su configuración [Kr]4d55s2 medio llena, aunque no está tan lejos de la tendencia en la serie 4d como el manganeso en la serie 3d serie de transición.  A diferencia del hierro, congénere más ligero, el rutenio es paramagnético a temperatura ambiente, ya que el hierro también está por encima de su punto de Curie.
Los potenciales de reducción en solución acuosa ácida para algunos iones de rutenio comunes se muestran a continuación:
| 0.455 V | Ru2+ + 2e−          | ↔ Ru          |
| 0.249 V | Ru3+ + e−           | ↔ Ru2+        |
| 1.120 V | RuO2 + 4H+ + 2e−    | ↔ Ru2+ + 2H2O |
| 1.563 V | RuO2− 4 + 8H+ + 4e− | ↔ Ru2+ + 4H2O |
| 1.368 V | RuO− 4 + 8H+ + 5e−  | ↔ Ru2+ + 4H2O |
| 1.387 V | RuO4 + 4H+ + 4e−    | ↔ RuO2 + 2H2O |

### Isótopos
En la naturaleza se encuentran siete isótopos de rutenio. Los radioisótopos más estables de rutenio son el 106Ru, con un periodo de semidesintegración de 373,59 días, el 103Ru con uno de 39,26 días, y el 97Ru, con 2,9 días.
Se han caracterizado otros quince radioisótopos con pesos atómicos desde 89,93 uma (90Ru) hasta 114,928 uma (115Ru). La mayoría de estos tienen periodos de semidesintegración de menos de cinco minutos, excepto el 95Ru (1,643 h) y el 105Ru (4,44 h).
El principal modo de decaimiento de los isótopos con A<102 (es decir, números másicos menores a los del isótopo más abundante, 102Ru) es la captura electrónica, y para aquellos con A>102 es la desintegración beta. El principal producto obtenido para los primeros es el tecnecio, mientras que para los últimos es el rodio.

## Presencia
Como el 78.º elemento más abundante en la corteza terrestre, el rutenio es relativamente raro, se encuentra en unas 100  partes por billón. Este elemento se encuentra generalmente en minerales con los otros metales del grupo del platino en los Montes Urales y en América del Norte y del Sur. También se encuentran cantidades pequeñas pero comercialmente importantes en pentlandita extraída de Sudbury, Ontario , Canadá , y en depósitos de piroxenita en Sudáfrica. La forma nativa de rutenio es un mineral muy raro.

## Aplicaciones
- Debido a su gran efectividad para endurecer al paladio y al platino, se emplea en las aleaciones de estos metales que se usan en contactos eléctricos con una alta resistencia al desgaste.[14]
- Se incorpora al titanio como elemento de aleación para aumentar la resistencia a la corrosión. Un 0,1% la mejora en unas cien veces.
- Al igual que otros elementos del grupo del platino, se puede emplear como catalizador en distintos procesos. El sulfuro de hidrógeno, H2S, se puede descomponer por la luz empleando óxido de rutenio en una suspensión acuosa de partículas de CdS. Esto puede ser útil en la eliminación de H2S de las refinerías de petróleo y de otros procesos industriales.
- Recientemente, se ha encontrado que algunos compuestos organometálicos de rutenio tienen actividad antitumoral.

## Historia
El rutenio (del latín medieval Ruthenia, que significa "Rusia") fue descubierto por Karl Ernst Claus en 1844. Observó que el óxido de platino contenía un nuevo metal y obtuvo seis gramos de rutenio de la parte de platino que es insoluble en agua regia.
Jöns Berzelius y Gottfried Osann casi lo descubrieron en 1827. Examinaron los residuos que quedaban al disolver una muestra de platino procedente de los Urales con agua regia. Osann pensó que había encontrado tres nuevos metales, a los que dio nombre, siendo uno de ellos el rutenio.
Es posible que el químico polaco Jedrzej Sniadecki aislara este elemento en 1807, pero este hecho no ha sido confirmado.
Aunque los estadounidenses precolombinos utilizaron durante mucho tiempo aleaciones de platino naturales que contenían los seis metales del grupo del platino y los químicos europeos las conocían como material desde mediados del siglo XVI, no fue sino hasta mediados del siglo XVIII que se identificó el platino como un elemento puro. Que el platino natural contenía paladio, rodio, osmio e iridio se descubrió en la primera década del siglo XIX. El platino en las arenas aluviales de los ríos rusos dio acceso a la materia prima para su uso en placas y medallas y para la acuñación de monedas de rublo, a partir de 1828. Los residuos de la producción de platino para la acuñación estaban disponibles en el Imperio Ruso y, por lo tanto, la mayor parte de la investigación sobre ellos se realizó en Europa del Este.
Es posible que el químico polaco Jędrzej Śniadecki aislara el elemento 44, al que llamó "vestium" por el asteroide Vesta descubierto poco antes, de los minerales de platino sudamericanos en 1807. Publicó un anuncio de su descubrimiento en 1808. Su trabajo Sin embargo, nunca se confirmó y luego retiró su afirmación de descubrimiento.
Berzelius no encontró ningún metal inusual, pero Osann pensó que encontró tres metales nuevos, a los que llamó pluranio, rutenio y polinio. Esta discrepancia condujo a una larga controversia entre Berzelius y Osann sobre la composición de los residuos. Como Osann no pudo repetir su aislamiento de rutenio, finalmente renunció a sus reclamos.
En 1844, Karl Ernst Claus , un científico ruso de ascendencia germano-báltica , demostró que los compuestos preparados por Gottfried Osann contenían pequeñas cantidades de rutenio, que Claus había descubierto ese mismo año. Claus aisló el rutenio de los residuos de platino de la producción del rublo mientras trabajaba en la Universidad de Kazan, Kazan, de la misma manera que su congénere más pesado, el osmio, había sido descubierto cuatro décadas antes. Claus demostró que el óxido de rutenio contenía un nuevo metal y obtuvo 6 gramos de rutenio de la parte del platino crudo que es insoluble en agua regia. Al elegir el nombre para el nuevo elemento, Claus declaró: Llamé al nuevo cuerpo, en honor a mi Patria, rutenio. Tenía todo el derecho de llamarlo así porque el Sr. Osann renunció a su rutenio y la palabra aún no existe en Química. Al hacerlo, Claus inició una tendencia que continúa hasta el día de hoy: nombrar un elemento con el nombre de un país.

## Abundancia y obtención
Se encuentra en pocos minerales y no son comerciales; en la laurita, RuS2, la anduoita, RuOsAs2, la platarsita, y en pequeñas cantidades en la pentlandita, (FeNi)9S8. Este elemento se encuentra generalmente junto con otros del grupo del platino, en los Urales y en América, formando aleaciones.
Los elementos del grupo del platino, que normalmente están juntos, se separan entre sí mediante una serie de procesos químicos, distintos según cómo se encuentren, aprovechando las diferencias químicas existentes entre cada elemento.
Luego de procesar los minerales con agua regia, se separa el osmio y el rutenio que no son solubles en dicha mezcla. El rutenio, a su vez, se separa por reducción con alcohol como óxido tetravalente, que a su vez se reduce con hidrógeno. Se purifica por destilación del tetraóxido de rutenio a 100 Cº.

## Compuestos
En sus compuestos, el rutenio presenta varios estados de oxidación, llegando al +8, aunque los más comunes son +2, +3 y +4.
Se dan algunos parecidos con los compuestos del osmio, del mismo grupo, pero la química de ambos difiere bastante de la del hierro, también en el mismo grupo.
- El tetróxido de rutenio, RuO4, es muy oxidante, más que el análogo de osmio, y se descompone violentamente a temperaturas altas.
- Algunos complejos de Ru+2 y Ru+3 se pueden emplear en tratamientos contra el cáncer. Por ejemplo, el H(im)[RuCl4(im)2], siendo im = imidazol.

## Precauciones
El tetróxido de rutenio, RuO4, similar al tetróxido de osmio, es altamente tóxico y puede explotar. El rutenio no desempeña ningún papel biológico, pero puede ser carcinógeno y se puede acumular en los huesos.